# Маргарита де Лален
Маргарита де Лален (фр. Marguerite de Lalaing; апрель 1574 — 21 февраля 1650) — 5-я графиня де Лален, баронесса д'Экорне, дама де Ваврен.
Дочь Филиппа II де Лалена и Маргариты де Линь.
В 1590 году наследовала своему брату Франсуа де Лалену.
В сентябре 1592 вышла замуж за графа Флорана де Берлемона (ум. 1626), рыцаря ордена Золотого руна, губернатора Намюра и Люксембурга, которому принесла в приданое графство Лален, баронию Экорне и сеньорию Ваврен, владетель которой также был наследственным сенешалем Фландрии.
Двое сыновей, родившихся в этом браке, умерли в юном возрасте, и наследницами владений графов Берлемона и Лалена стали две дочери:
- графиня Мария-Маргарита де Берлемон (ум. 17.03.1654, Брюссель), баронесса д'Экорне. Муж 1) (1.01.1610): Антуан III де Лален (ок. 1588—1613), граф ван Хогстратен и де Реннебург; 2) (1621): граф Луи д'Эгмонт, принц Гаврский (1600—1654)
- Изабель-Клер де Берлемон (18.08.1602—9.08.1630), графиня де Лален. Муж (28.06.1620): князь Филипп-Шарль д'Аренберг (1587—1640), герцог ван Арсхот

После смерти мужа графиня поделила владения между дочерьми и отдалась делам благочестия. В 1623 году она свела знакомство с весьма набожной Марией де Дюрас (1587—1648), с которой встретилась в Монтегю, ставшем местом паломничества после того как эрцгерцоги Альбрехт VII и Изабелла построили там церковь Нотр-Дам.
В 1625 году Маргарита получила от инфанты Изабеллы разрешение основать в Брюсселе женский августинский монастырь Берлемон. Для этой цели у семьи Церклас за 100 тыс. флоринов был куплен дворец, перестроенный в монастырь архитектором инфанты Жаком Франкаром под надзором провинциала иезуитов Карло Скрибани. Обители была положена рента в 6 000 флоринов, с владения Монтиньи, ранее принадлежавшего Флорану де Монморанси, казненному Филиппом II в 1570 году. Заведение было торжественно открыто 25 мая 1627 архиепископом Мехеленским в присутствии инфанты Изабеллы. В этом монастыре графиня была погребена после своей смерти.
В полностью перестроенном бывшем здании монастыря на углу улицы де ла Луа и бульвара Карла Великого, именуемом «строением Берлемон», ныне находится резиденция Европейской комиссии.